# Pistolete

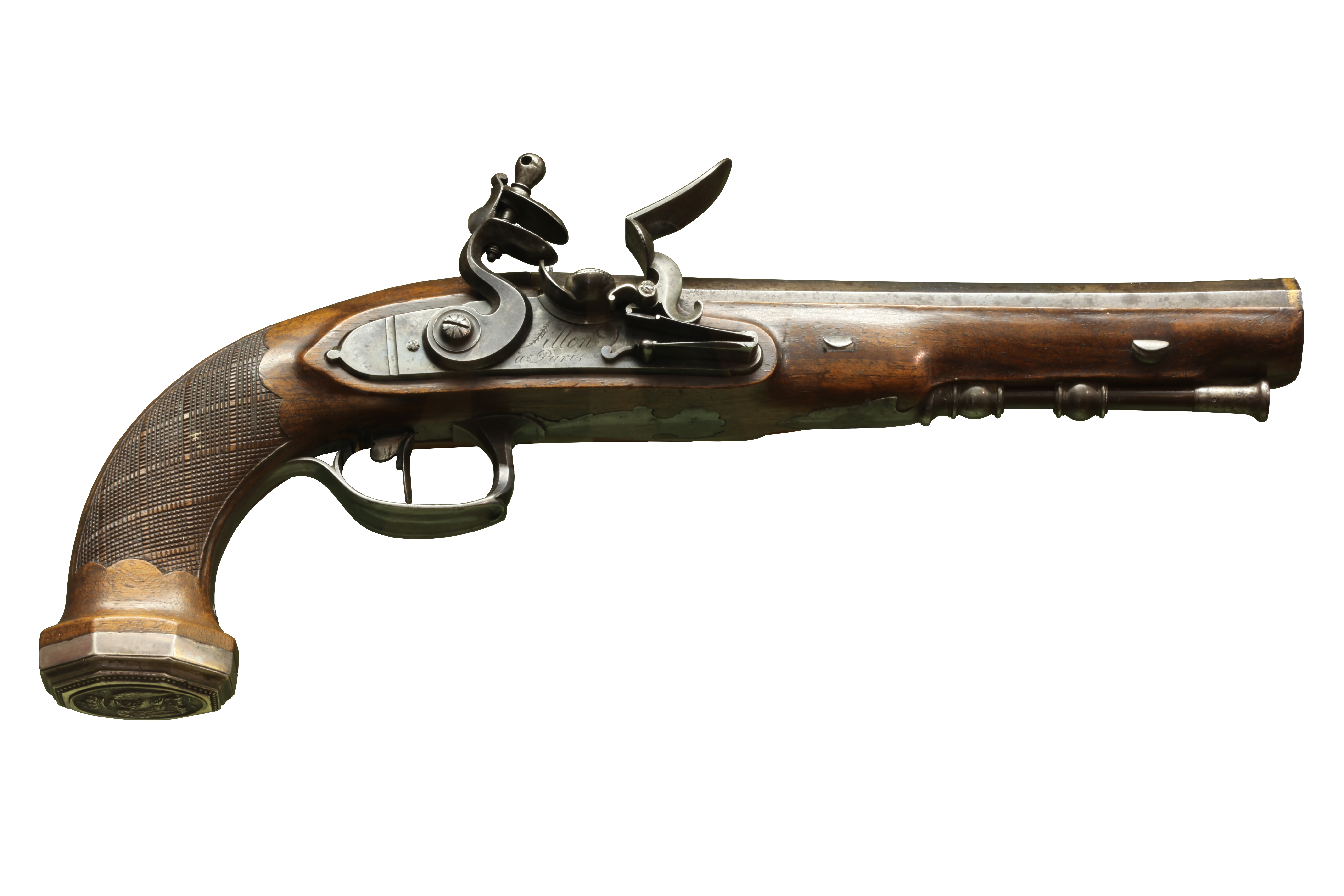
Pistolete de oficial francés de caballería de las Guerras napoleónicas.

El pistolete es un arma de fuego de llave de rueda, pequeño calibre y variada longitud, que se usaba en el siglo XVI. Posteriormente, a los pedreñales también se les denominó pistoletes.
Manuel Orozco y Berra dice que eran arcabuces pequeños. Argumenta que Sebastián de Covarrubias en su Tesoro de la lengua castellana o española (1611) dice que el pedreñal es un arcabuz pequeño o pistolete que se dispara con pedernal. Pero que en su época se llamaba pistolete a la pistola pequeña o de bolsillo. Se cargaba por el cañón, es decir, era de avancarga. Se popularizó en Europa en el siglo XVII.
La caballería española adoptó el pistolete, que se colgaba de un gancho en el borrén izquierdo de  la silla de montar, abandonando las scoppietas empleadas en la expedición a Orán en el año 1509. Las caballerías francesa e inglesa también lo utilizaron. Los franceses lo llamaban pistolet d'arçon. Su nombre proviene de que se colocaba en un soporte fijado al arzón de la silla y que no la portaba el caballero.

## Historia

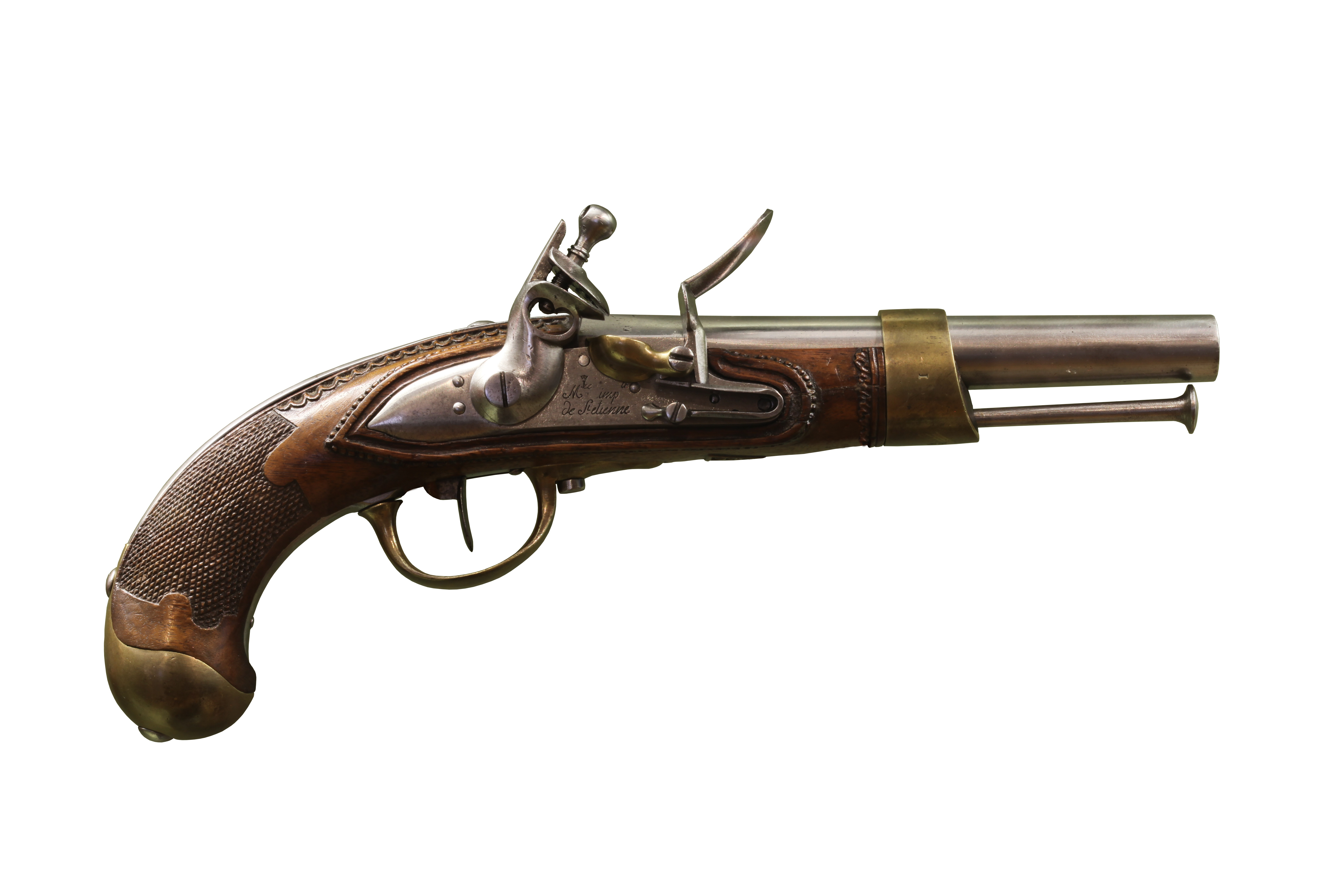
Pistolete francés de caballería de la época de la Revolución francesa.

A mediados del siglo XIX se incluye la pena a imponer al homicidio voluntario o heridas causadas con el pistolete, escopeta y fusil, de lo que se deduce o que aún se empleaba en dicho siglo un modelo evolucionado o que se denominaba así a las pistolas de pequeño tamaño. Es mencionado en otras recopilaciones de leyes, como Extracto de la Novísima recopilación de Juan de la Reguera y Valdelomar, de 1854, con multas y penas de destierro, y en la Enciclopedia española de derecho y administración o Nuevo teatro universal de la legislación de España e Indias de 1850, donde se recoge una pragmática de 1611 de Felipe III en la que se considera delito su tenencia, y el disparo con esta arma se penaba con la muerte y la confiscación de bienes, aunque solo causase heridas. En otra pragmática de 1632 de Felipe IV, ante la proliferación de los pistoletes, endureció las penas por su tenencia, incluso penas de destierro.